# Pseudoecteinomyces zuphiicola
Pseudoecteinomyces zuphiicola är en svampart som först beskrevs av Speg., och fick sitt nu gällande namn av W. Rossi 1977. Pseudoecteinomyces zuphiicola ingår i släktet Pseudoecteinomyces och familjen Euceratomycetaceae.   Inga underarter finns listade i Catalogue of Life.